# Vicoa discoidea
Vicoa discoidea là một loài thực vật có hoa trong họ Cúc. Loài này được Nabiev mô tả khoa học đầu tiên năm 1962.